# Почуття і медалі
«Почуття і медалі» - другий студійний альбом гурту Опіум випущений 9 травня 2014 року лейблом FONiЯ Records.

## Про альбом
Це другий повноформатний альбом який побачив світ за п’ять років після оприлюднення дебютного студійника музикантів. Гурт не збирався втаємничувати альбом, і періодично додавав новостворені пісні у всесвітню мережу Інтернет. Під час створення нової платівки музиканти відмовились від експериментів і віддали перевагу класичному звучанню.

## Композиції
| #     | Назва                    | Автор слів | Автор музики | Тривалість |
| ----- | ------------------------ | ---------- | ------------ | ---------- |
| 1.    | «Мама я рок н ролл»      | О. Іващук  | О. Іващук    | 3:54       |
| 2.    | «Візи для птахів»        | О. Іващук  | О. Іващук    | 3:55       |
| 3.    | «Не віддам»              | О. Іващук  | О. Іващук    | 3:12       |
| 4.    | «Камо грядеш»            | О. Іващук  | О. Іващук    | 3:53       |
| 5.    | «Гарний час для початку» | О. Іващук  | О. Іващук    | 3:52       |
| 6.    | «По стерні»              | О. Іващук  | О. Іващук    | 4:19       |
| 7.    | «Ти знаєш сама»          | О. Іващук  | О. Іващук    | 3:38       |
| 8.    | «Венера Мілоська»        | О. Іващук  | О. Іващук    | 4:10       |
| 9.    | «Іржа»                   | О. Іващук  | О. Іващук    | 3:31       |
| 10.   | «Було»                   | О. Іващук  | О. Іващук    | 4:13       |
| 11.   | «Сонечко»                | О. Іващук  | О. Іващук    | 4:06       |
| 12.   | «Зодіаки»                | О. Іващук  | О. Іващук    | 2:41       |
| 13.   | «Ти живеш у мені»        | О. Іващук  | О. Іващук    | 3:33       |
| 46:17 |                          |            |              |            |

## Музиканти
- Олександр Іващук — вокал, гітара
- Володимир Котляров - віолончель
- Сергій Сердюк — бас
- Антон Мінчук — барабани, перкусія
- Остап Ільчишин — гітара

Запрошені музиканти
- Олександра Прилепська